# Gare d'Imphy
La gare d'Imphy est une gare ferroviaire française de la ligne de Nevers à Chagny, située sur le territoire de la commune d'Imphy dans le département de la Nièvre en région Bourgogne-Franche-Comté. 
C'est une halte voyageurs de la Société nationale des chemins de fer français (SNCF), desservie par des trains TER Bourgogne-Franche-Comté.

## Situation ferroviaire
Établie à 180 mètres d'altitude, la gare d'Imphy est située au point kilométrique (PK) 15,061 de la ligne Nevers - Chagny entre la gare de Nevers-le-Banlay et la gare de Béard.

## Histoire
Située à côté de la grande usine sidérurgique d'Imphy, la gare est créée pour l'ouverture de la ligne Nevers - Chagny. Elle est mise en service lors de la mise en service commercial de la totalité de la ligne.
Jusqu'en 2009, il s'agit d'une gare disposant d'un bâtiment voyageurs avec guichet permettant l'achat des titres de transports des trains grandes lignes. La transformation de la gare en halte, avec la fermeture du guichet en février 2009, provoque des réactions négatives des instances locales. Le conseil municipal d'Imphy, dans sa séance du 11 juin 2009, vote une « motion contre la fermeture du guichet billetterie grandes lignes de la gare SNCF à Imphy ».

## Service des voyageurs

### Accueil
Halte SNCF, c'est un point d'arrêt non géré (PANG) à accès libre, équipé de deux quais avec abris.

### Desserte
Imphy est desservie par des trains TER Bourgogne-Franche-Comté qui circulent sur les lignes Dijon - Nevers et Autun - Étang - Nevers.